# Bulgarischer Fußballpokal 1990/91
Der Bulgarischer Fußballpokal 1990/91 war die 51. Austragung des Pokalwettbewerbs im Fußball in Bulgarien. Pokalsieger wurde Lewski-14 Sofia. Das Team setzte sich im Finale gegen Botew Plowdiw durch. Durch den Sieg qualifizierte sich Lewski für den Europapokal der Pokalsieger 1991/92.

## Modus
Nach zwei K.-o.-Runden wurden die 16 Sieger in vier Gruppen zu je vier Mannschaften aufgeteilt. Die jeweils Erstplatzierten erreichten das Halbfinale.
In den K.-o.-Runden wurden die Sieger in Hin- und Rückspiel ermittelt. Bei Torgleichheit entschied zunächst die Anzahl der auswärts erzielten Tore, danach eine Verlängerung und falls erforderlich ein Elfmeterschießen. In der Gruppenphase wurde jeweils nur ein Spiel ausgetragen.

## Teilnehmer
| A Grupa (16) | A Grupa (16) | B Grupa (19)00000000 | B Grupa (19)00000000 | W Grupa (13) |
| --- | --- | --- | --- | --- |
| - Beroe Stara Sagora - Botew Plowdiw - FK Chaskowo - FC Dunaw Russe - Etar Weliko Tarnowo - Jantra Gabrowo - Lewski-14 Sofia - Lok Gorna Orjachowiza | - Lokomotive Plowdiw - Lokomotive Sofia - Minjor Pernik - Pirin Blagoewgrad - Slawia Sofia - FK Sliwen - FC Tschernomorez Burgas - ZSKA Sofia | - Akademik Sofia - Akademik Swischtow - FC Bdin Widin - FC Botew Wraza - PFC Dobrudscha Dobritsch - Dorostol Silistra - FC Hebar Pasardschik - DFS Osam Lowetsch - FK Pawlikeni - FC Pirin Raslog | - PFK Montana - Rosowa Dolina Kasanlak - Slantschew brjag Nessebar - FK Spartak Plewen - Spartak Warna - Swetkawiza Targowischte - Tscherno More Warna - Tschumerna Elena - Welbaschd Kjustendil | - FK Armeez Plowdiw - FC Dimitrowgrad - FK Iskar Roman - Lewski Karlowo - Lokomotive Drjanowo - Lokomotive Mesdra - Lokomotive Russe - FK NSA Sofia - FC Pirin Goze Deltschew - FK Septemwri Terwel - Spartak Plowdiw - Sportist General Toschewo - Strumska Slawa Radomir |

## 1. Runde
Teilnehmer: Alle 19 Zweitligisten und 13 Drittligisten
| Datum             |                           | Gesamt    |                           | Hinspiel | Rückspiel |
| ----------------- | ------------------------- | --------- | ------------------------- | -------- | --------- |
| 28.11./05.12.1990 | FK Spartak Plewen         | 8:2       | FK Iskar Roman            | 6:1      | 2:1       |
| 28.11./05.12.1990 | Sportist General Toschewo | (a)2:2(a) | FK NSA Sofia              | 2:1      | 0:1       |
| 28.11./05.12.1990 | Dorostol Silistra         | 4:1       | Tscherno More Warna       | 2:0      | 2:1       |
| 28.11./05.12.1990 | FC Pirin Goze Deltschew   | 2:1       | FC Botew Wraza            | 1:0      | 1:1       |
| 28.11./05.12.1990 | FC Bdin Widin             | 3:0       | Spartak Plowdiw           | 3:0      | 0:0       |
| 28.11./05.12.1990 | Lewski Karlowo            | 2:3       | Akademik Sofia            | 2:0      | 0:3       |
| 28.11./05.12.1990 | DFS Osam Lowetsch         | (a)2:2(a) | Akademik Swischtow        | 2:2      | 0:0       |
| 28.11./05.12.1990 | FK Septemwri Terwel       | 1:3       | Swetkawiza Targowischte   | 1:2      | 0:1       |
| 28.11./05.12.1990 | FC Dimitrowgrad           | 3:1       | FK Pawlikeni              | 1:1      | 2:0       |
| 28.11./05.12.1990 | Rosowa Dolina Kasanlak    | 2:6       | Spartak Warna             | 2:2      | 0:4       |
| 28.11./05.12.1990 | FK Armeez Plowdiw         | 2:1       | Slantschew brjag Nessebar | 0:1      | 2:0       |
| 28.11./05.12.1990 | FC Hebar Pasardschik      | 2:0       | Lokomotive Mesdra         | 2:0      | 0:0       |
| 28.11./05.12.1990 | Tschumerna Elena          | 3:1       | Welbaschd Kjustendil      | 3:0      | 0:1       |
| 28.11./05.12.1990 | Lokomotive Russe          | 4:2       | Lokomotive Drjanowo       | 4:1      | 0:1       |
| 28.11./05.12.1990 | FC Pirin Raslog           | 2:6       | Strumska Slawa Radomir    | 2:3      | 0:3       |
| 28.11./05.12.1990 | PFC Dobrudscha Dobritsch  | 2:1       | PFK Montana               | 0:0      | 2:1       |

## 2. Runde
Teilnehmer: Die 16 Sieger der 1. Runde und die 16 Erstligisten
| Datum             |                          | Gesamt          |                      | Hinspiel | Rückspiel |
| ----------------- | ------------------------ | --------------- | -------------------- | -------- | --------- |
| 09.12./16.12.1990 | Lok Gorna Orjachowiza    | 0:6             | Lewski-14 Sofia      | 0:1      | 0:5       |
| 09.12./16.12.1990 | FC Tschernomorez Burgas  | 4:0             | FK Spartak Plewen    | 4:0      | 0:0       |
| 09.12./16.12.1990 | Dorostol Silistra        | 1:3             | Lokomotive Sofia     | 0:0      | 1:3       |
| 09.12./16.12.1990 | FK Armeez Plowdiw        | 3:6             | ZSKA Sofia           | 2:3      | 1:3       |
| 09.12./16.12.1990 | Swetkawiza Targowischte  | 2:4             | FC Hebar Pasardschik | 2:1      | 0:3       |
| 09.12./16.12.1990 | PFC Dobrudscha Dobritsch | 2:6             | Botew Plowdiw        | 1:1      | 0:2       |
| 09.12./16.12.1990 | FC Bdin Widin            | 2:5             | Jantra Gabrowo       | 2:0      | 0:5 n. V. |
| 09.12./16.12.1990 | Akademik Sofia           | 2:4             | Tschumerna Elena     | 1:1      | 1:3       |
| 09.12./16.12.1990 | FC Dimitrowgrad          | 3:4             | Spartak Warna        | 2:1      | 1:3       |
| 09.12./16.12.1990 | Pirin Blagoewgrad        | 3:2             | Lokomotive Russe     | 2:0      | 1:2       |
| 09.12./16.12.1990 | Slawia Sofia             | 4:1             | FK NSA Sofia         | 2:0      | 2:1       |
| 09.12./16.12.1990 | FK Sliwen                | 6:7             | Akademik Swischtow   | 3:1      | 3:6       |
| 09.12./16.12.1990 | Beroe Stara Sagora       | 6:3             | Minjor Pernik        | 3:3      | 3:0       |
| 09.12./16.12.1990 | FC Pirin Goze Deltschew  | 3:2             | FK Chaskowo          | 2:0      | 1:2       |
| 09.12./16.12.1990 | FC Dunaw Russe           | 2:3             | Etar Weliko Tarnowo  | 1:0      | 1:3       |
| 09.12./16.12.1990 | Strumska Slawa Radomir   | 2:2 (5:6 i. E.) | Lokomotive Plowdiw   | 2:0      | 0:2 n. V. |

## Gruppenphase
Die vier Gruppensieger qualifizierten sich für das Halbfinale.

### Gruppe 1
Die Spiele fanden in Petritsch und Sandanski statt.
| Pl.                                                                                          | Verein                  | Sp. | S | U | N | Tore    | Diff. | Punkte |
| -------------------------------------------------------------------------------------------- | ----------------------- | --- | - | - | - | ------- | ----- | ------ |
| 1.                                                                                           | Botew Plowdiw           | 3   | 2 | 1 | 0 | 003:100 | +2    | 07     |
| 2.                                                                                           | FC Tschernomorez Burgas | 3   | 1 | 1 | 1 | 003:300 | ±0    | 04     |
| 3.                                                                                           | Pirin Blagoewgrad       | 3   | 1 | 0 | 2 | 002:300 | −1    | 03     |
| 4.                                                                                           | Akademik Swischtow      | 3   | 0 | 2 | 1 | 002:300 | −1    | 02     |
| Platzierungskriterien: 1. Punkte – 2. Tordifferenz – 3. direkter Vergleich – 4. Losentscheid |                         |     |   |   |   |         |       |        |

| Datum      |                         | Ergebnis |                         |
| ---------- | ----------------------- | -------- | ----------------------- |
| 10.02.1991 | Botew Plowdiw           | 2:1      | FC Tschernomorez Burgas |
| 10.02.1991 | Pirin Blagoewgrad       | 2:1      | Akademik Swischtow      |
| 13.02.1991 | Botew Plowdiw           | 1:0      | Pirin Blagoewgrad       |
| 13.02.1991 | FC Tschernomorez Burgas | 1:1      | Akademik Swischtow      |
| 16.02.1991 | Botew Plowdiw           | 0:0      | Akademik Swischtow      |
| 16.02.1971 | FC Tschernomorez Burgas | 1:0      | Pirin Blagoewgrad       |

### Gruppe 2
Die Spiele fanden in Nessebar, Balgarowo, Dolno Eserowo und Pomorie statt.
| Pl.                                                                                          | Verein                  | Sp. | S | U | N | Tore    | Diff. | Punkte |
| -------------------------------------------------------------------------------------------- | ----------------------- | --- | - | - | - | ------- | ----- | ------ |
| 1.                                                                                           | Lokomotive Sofia        | 3   | 3 | 0 | 0 | 005:000 | +5    | 09     |
| 2.                                                                                           | Slawia Sofia            | 3   | 1 | 1 | 1 | 005:300 | +2    | 04     |
| 3.                                                                                           | FC Pirin Goze Deltschew | 3   | 1 | 0 | 2 | 003:600 | −3    | 03     |
| 4.                                                                                           | Lokomotive Plowdiw      | 3   | 0 | 1 | 2 | 001:500 | −4    | 01     |
| Platzierungskriterien: 1. Punkte – 2. Tordifferenz – 3. direkter Vergleich – 4. Losentscheid |                         |     |   |   |   |         |       |        |

| Datum      |                         | Ergebnis |                         |
| ---------- | ----------------------- | -------- | ----------------------- |
| 10.02.1991 | Slawia Sofia            | 4:0      | FC Pirin Goze Deltschew |
| 10.02.1991 | Lokomotive Sofia        | 1:0      | Lokomotive Plowdiw      |
| 13.02.1991 | FC Pirin Goze Deltschew | 3:0      | Lokomotive Plowdiw      |
| 13.02.1991 | Lokomotive Sofia        | 2:0      | Slawia Sofia            |
| 16.02.1991 | Lokomotive Sofia        | 2:0      | FC Pirin Goze Deltschew |
| 16.02.1991 | Slawia Sofia            | 1:1      | Lokomotive Plowdiw      |

### Gruppe 3
Die Spiele fanden in Banja und Kasanlak statt.
| Pl.                                                                                          | Verein              | Sp. | S | U | N | Tore    | Diff. | Punkte |
| -------------------------------------------------------------------------------------------- | ------------------- | --- | - | - | - | ------- | ----- | ------ |
| 1.                                                                                           | Etar Weliko Tarnowo | 3   | 2 | 1 | 0 | 006:200 | +4    | 07     |
| 2.                                                                                           | Beroe Stara Sagora  | 3   | 2 | 1 | 0 | 004:200 | +2    | 07     |
| 3.                                                                                           | Jantra Gabrowo      | 3   | 1 | 0 | 2 | 007:500 | +2    | 03     |
| 4.                                                                                           | Spartak Warna       | 3   | 0 | 0 | 3 | 001:900 | −8    | 0      |
| Platzierungskriterien: 1. Punkte – 2. Tordifferenz – 3. direkter Vergleich – 4. Losentscheid |                     |     |   |   |   |         |       |        |

| Datum      |                     | Ergebnis |                    |
| ---------- | ------------------- | -------- | ------------------ |
| 10.02.1991 | Etar Weliko Tarnowo | 3:0      | Spartak Warna      |
| 10.02.1991 | Beroe Stara Sagora  | 2:1      | Jantra Gabrowo     |
| 13.02.1991 | Jantra Gabrowo      | 4:0      | Spartak Warna      |
| 13.02.1991 | Etar Weliko Tarnowo | 0:0      | Beroe Stara Sagora |
| 16.02.1991 | Etar Weliko Tarnowo | 3:2      | Jantra Gabrowo     |
| 16.02.1991 | Beroe Stara Sagora  | 2:1      | Spartak Warna      |

### Gruppe 4
Die Spiele fanden in Sliwen und Jambol statt.
| Pl.                                                                                          | Verein               | Sp. | S | U | N | Tore    | Diff. | Punkte |
| -------------------------------------------------------------------------------------------- | -------------------- | --- | - | - | - | ------- | ----- | ------ |
| 1.                                                                                           | Lewski-14 Sofia      | 3   | 3 | 0 | 0 | 006:100 | +5    | 09     |
| 2.                                                                                           | ZSKA Sofia           | 3   | 2 | 1 | 0 | 003:200 | +1    | 07     |
| 3.                                                                                           | FC Hebar Pasardschik | 3   | 1 | 0 | 2 | 003:300 | ±0    | 03     |
| 4.                                                                                           | Tschumerna Elena     | 3   | 0 | 0 | 3 | 001:700 | −6    | 0      |
| Platzierungskriterien: 1. Punkte – 2. Tordifferenz – 3. direkter Vergleich – 4. Losentscheid |                      |     |   |   |   |         |       |        |

| Datum      |                      | Ergebnis |                      |
| ---------- | -------------------- | -------- | -------------------- |
| 10.02.1991 | ZSKA Sofia           | 1:0      | Tschumerna Elena     |
| 10.02.1991 | Lewski-14 Sofia      | 1:0      | FC Hebar Pasardschik |
| 13.02.1991 | FC Hebar Pasardschik | 3:0      | Tschumerna Elena     |
| 13.02.1991 | Lewski-14 Sofia      | 2:0      | ZSKA Sofia           |
| 16.02.1991 | Lewski-14 Sofia      | 3:1      | Tschumerna Elena     |
| 16.02.1991 | ZSKA Sofia           | 2:0      | FC Hebar Pasardschik |

## Halbfinale
| Datum             |                  | Gesamt |                     | Hinspiel | Rückspiel |
| ----------------- | ---------------- | ------ | ------------------- | -------- | --------- |
| 03.05./08.05.1991 | Botew Plowdiw    | 4:1    | Etar Weliko Tarnowo | 3:0      | 1:1       |
| 03.05./08.05.1991 | Lokomotive Sofia | 3:5    | Lewski-14 Sofia     | 2:3      | 1:2       |

## Finale
| Paarung         | Lewski-14 Sofia – Botew Plowdiw |
| Ergebnis        | 2:1 (0:0) |
| Datum           | 29. Mai 1991 |
| Stadion         | Iwajlo-Stadion, Weliko Tarnowo |
| Zuschauer       | 10.000 |
| Schiedsrichter  | Stefan Tschakarow |
| Tore            | 1:0 Georgi Donkow (57.) 1:1 Ognjan Josifow (69.) 2:1 Daniel Borimirow (80.) |
| Lewski-14 Sofia | Dimitar Popow – Plamen Nikolow, Petar Chubtschew, Kiril Wangelow, Georgi Slawtschew – Daniel Borimirow, Stanimir Stoilow (86. Ilia Gruev), Wladko Schalamanow – Georgi Donkow, Petar Michtarski, Welko Jotow (89. Iwajlo Pantschew) Cheftrainer: Wassil Metodiew    |
| Botew Plowdiw   | Christo Tenew – Trifon Pantschew, Slawtscho Chorosow, Iwan Kotschew, Iwan Dobrewski – Jasen Petrow, Todor Saizew (66. Ognjan Josifow), Peter Sechtinski (84. Atanas Paschew), Geno Dobrewski – Kostadin Kostadinow, Boris Chwojnew Cheftrainer: Dinko Dermendschiew |